# Трепак Олександр Сергійович
Олекса́ндр Сергі́йович Трепа́к — командувач Силами спеціальних операцій Збройних сил України, Герой України, генерал-майор.

## Життєпис
Народився 15 вересня 1976 року в родині військовослужбовця. Після закінчення школи у 1993 році обрав військову кар'єру. Військовик у четвертому поколінні. Під час офіцерської служби обіймав різні посади в розвідувальних підрозділах Збройних Сил України та служив у кількох видах розвідки: військовій, радіорозвідці та інформаційній.
З 2008 року проходив службу в лавах 3-го окремого полку спецпризначення, штаб якого розташований у місті Кропивницький, де став командиром загону спеціального призначення.
Брав участь у Антитерористичній операції на сході України з квітня 2014 року, неодноразово виявляв мужність, героїзм та вміле командування підлеглими військовослужбовцями.
Разом із кількома розвідувальними групами відбув у район міста Бахмут. Спільно з підрозділами спеціального призначення Військової служби правопорядку кіровоградці охороняли Центр забезпечення бронетанковим озброєнням у Бахмуті та базу зберігання стрілецької зброї в селі Парасковіївка (Бахмутський район) Донецької області.
7 червня 2014 року поблизу міста Бахмут група спеціального призначення розпочала операцію з пошуку та евакуації важко пораненого полковника Володимира Чобітка — командира Центру забезпечення бронетанковим озброєнням. На чолі підгрупи з 8 бійців захопив блокпост сепаратистів на в'їзді в місто та протягом трьох годин утримував його, забезпечивши коридор безпеки для доставки другою підгрупою командира Центру до місця евакуації вертольотом. Під час бою зазнав кульового поранення в ногу, але від евакуації відмовився і протягом двох діб керував відбиттям атак сепаратистів і російських найманців на Центральну артилерійську базу озброєння. За успішне виконання цього завдання підвищений у військовому званні (полковник) і нагороджений орденом Богдана Хмельницького III ступеня та іменною вогнепальною зброєю.
Після лікування у шпиталі, з 27 серпня по 3 жовтня 2014 року був старшим військовим начальником з оборони території Міжнародного аеропорту «Донецьк». Здійснював безпосереднє керівництво відбиттям усіх спроб штурму та захоплення аеропорту, під час яких підбито 8 танків, один танк з незначними пошкодженнями захоплено та евакуйовано, знищено більш як 270 та захоплено в полон 6 бойовиків.
Особисто організував контрдиверсійну та контрзасадну роботу в околицях аеропорту, що унеможливило спроби бойовиків перекрити шляхи постачання захисникам аеропорту продуктів та боєприпасів.
23 березня 2016 року призначений командиром Кіровоградського 3-го полку спецпризначення.
Під час війни продовжив навчання, у червні 2017 року закінчив Національний університет оборони України, отримав диплом магістра.
Наприкінці 2020 року залишив посаду начальника 3-го полку спецпризначення та був призначений начальником штабу — заступником командувача Сил спеціальних операцій Збройних Сил України.
9 травня 2024 року Указом Президента України призначений командувачем Сил спеціальних операцій Збройних сил України
15 липня 2024 року уведений до персонального складу Ставки Верховного Головнокомандувача.

## Державні нагороди
- Звання Герой України з врученням ордена «Золота Зірка» (12 лютого 2015) — за особисту мужність, героїзм та високий професіоналізм, виявлені у захисті державного суверенітету і територіальної цілісності України, самовіддане служіння Українському народові[7]
- Орден Богдана Хмельницького I ст. (28 вересня 2022) — за особисту мужність і самовіддані дії, виявлені у захисті державного суверенітету та територіальної цілісності України, вірність військовій присязі[8]
- Орден Богдана Хмельницького II ст. (6 жовтня 2014) — за особисту мужність і героїзм, виявлені у захисті державного суверенітету та територіальної цілісності України[9]
- Орден Богдана Хмельницького III ст. (19 липня 2014) — за особисту мужність і героїзм, виявлені у захисті державного суверенітету та територіальної цілісності України[10]
- Орден «За мужність» III ст. (30 вересня 2024) — за особисту мужність, виявлену у захисті державного суверенітету та територіальної цілісності України, самовіддане виконання військового обов'язку[11]

## Кінематограф
За мотивами подій оборони Донецького аеропорту знято художній фільм «Кіборги», у якому роль Олександра Трепака виконав Роман Семисал.